# Centre de données astronomiques de Strasbourg
Centre de Données astronomiques de Strasbourg (CDS; slovenski prevod: Strasbourška astronomska baza podatkov) je vozlišče podatkov, ki zbira in organizira astronomske informacije. Začela se je leta 1972 pod imenom Centre de Données Stellaires. On-line storitve, ki jih ponuja trenutno CDS so:
- SIMBAD, astronomska baza podatkov.
- VizieR, storitev astronomskih katalogov.
- Aladin, interaktivni nebesni atlas.[1]